# Baculum

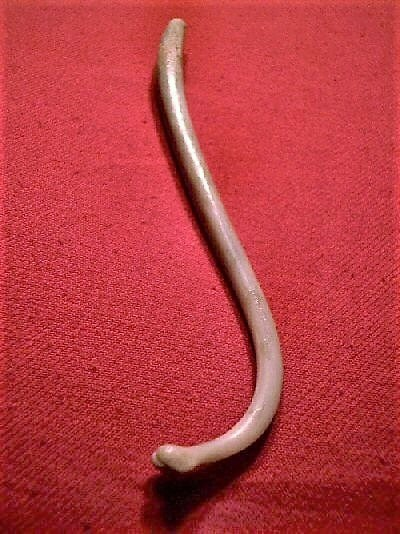
Os pénien de raton laveur.

Le baculum ou os pénien est un os présent dans le pénis de la plupart des mammifères (hors monotrèmes et marsupiaux). Il est absent chez les humains et le singe Atèle, mais présent chez presque tous les autres primates, comme le gorille et le chimpanzé. Cet os facilite le rapport sexuel. Il existe chez les femelles un os correspondant appelé baubellum (ou os clitoridien).

## Fonction
Le baculum n'étant pas rattaché au reste du squelette et se développant dans un tissu mou, il peut être considéré comme une forme d'ossification hétérotopique. 
Il est utilisé pendant la copulation et varie beaucoup en taille et en forme selon les espèces et leurs comportements sexuels. Il permet au pénis du mâle de tenir plus longtemps pendant l'accouplement, ce qui peut être un avantage dans certaines stratégies de reproduction,. Lors de l'accouplement, c'est sa présence qui peut causer des douleurs chez la femelle, celles-ci provoquant elles-mêmes une forte contraction du vagin à l'origine de l'orgasme chez le mâle. Mais la fonction précise de cet os, et la raison de sa présence ou de son absence chez telle ou telle famille ou espèce, ne sont encore l'objet que de conjectures très incertaines ; de même pour son équivalent chez les femelles (le  baubellum).
La morphologie pénienne (et les schémas copulatoires) sont plus complexes chez les espèces dont le modèle d’accouplement (nombre et durée d’intromissions ; monogame ou non, polygyne ou non) est multimâle ou dispersé (non grégaire). Statistiquement, un baculum long est plus fréquent chez les espèces dont l’intromission est prolongée après l'éjaculation. Selon la biologiste A. Victoria de Andrés Fernández, « la sélection sexuelle a peut-être favorisé l’évolution de ces caractéristiques chez les espèces où les femelles s’accouplent avec un certain nombre de mâles plutôt qu’avec un seul partenaire. La taille relative des testicules est également plus grande dans de telles conditions et des testicules plus grands se produisent chez certains prosimiens non grégaires ou se reproduisant de manière saisonnière, ainsi que chez les anthropoïdes avec des systèmes d’accouplement multimâles ».

## Forme
Morphologiquement, c'est « le plus divers de tous les os » : ses formes varient beaucoup selon l'espèce considérée ; de même pour sa taille (presque vestigiale chez certaines espèces de lémuriens, jusqu'à 65 cm de long chez le morse). Ces caractéristiques morphologiques sont parfois utilisées pour faire la différence entre des espèces similaires. 

## Présence chez les animaux, dont mammifères
Quelques espèces et groupes taxonomiques (marsupiaux, les hyènes, les lapins, et équidés, comme l'Homme n'ont pas d’os pénien..
Parmi les euthériens eux-mêmes, on ne le trouve que dans certains ordres et familles : 
- Primates, excepté l'homme et les atèles ;
- Rodentia (rongeurs), mais pas dans l'ordre des lagomorphes (lapins, lièvres, etc.) ;
- Insectivora (insectivores) dont les taupes, les musaraignes et les hérissons[4] ;
- Carnivora dont les membres de nombreuses familles bien connues, telles que les ursidés (ours), les félidés, les canidés (chiens), les pinnipèdes (morses, phoques, lions de mer), les procyonidés (ratons laveurs), les mustélidés (loutres, belettes, fouines, etc.), les mouffettes, mais à l'exclusion des hyènes et des viverridés (genettes, civettes) ;
- Chiroptera (chauves-souris).

Il est absent de tous les autres ordres (notamment tous les grands herbivores, ainsi que les cétacés). Chez les primates, le fait qu'il soit absent chez l'homme et chez l'atèle, mais présent, par exemple, chez le chimpanzé, le bonobo et le gorille (bien qu'à titre de vestige de quelques millimètres chez ces derniers) est mal expliqué. On ignore aussi à quel niveau d'évolution il a disparu chez les ancêtres de l'homme.
Une telle diffusion dans de multiples ordres chez les mammifères placentaires suggère que l'os a été présent au début de l'histoire des mammifères, et qu'il a ensuite été perdu dans certains groupes faute de nécessité fonctionnelle. Il semble selon des expériences menées sur des souris, si une espèce devient monogame, la pression de sélection en faveur du maintien de l’os est réduite. Par ailleurs, chez l'humain, le morceau de chromosome contenant la séquence d’ADN codant de cet os a été perdu il y a environ deux millions d’années. Cette mutation génétique s’est produite quand la branche des homininés était déjà bien développée et séparée, depuis 4 millions d’années, de celle à l’origine des chimpanzés et des bonobos qui sont polygames et possèdent un os.
Parmi les primates, le ouistiti, pesant environ 500 g, dispose d'un os pénien mesurant environ 2 mm, tandis que celui du petit galago, pesant 63 g, avoisine les 13 mm de long. Les grands singes, en dépit de leur taille, ont tendance à avoir un très petit os pénien, mais les humains sont les seuls primates, avec les atèles, à en être totalement dépourvus. Celui du morse, avec 63 cm de longueur, est le plus grand parmi les mammifères actuels, aussi bien quantitativement que comparativement à sa taille. Une espèce de morse, aujourd'hui fossile, possédait un baculum de 1,4 mètre.

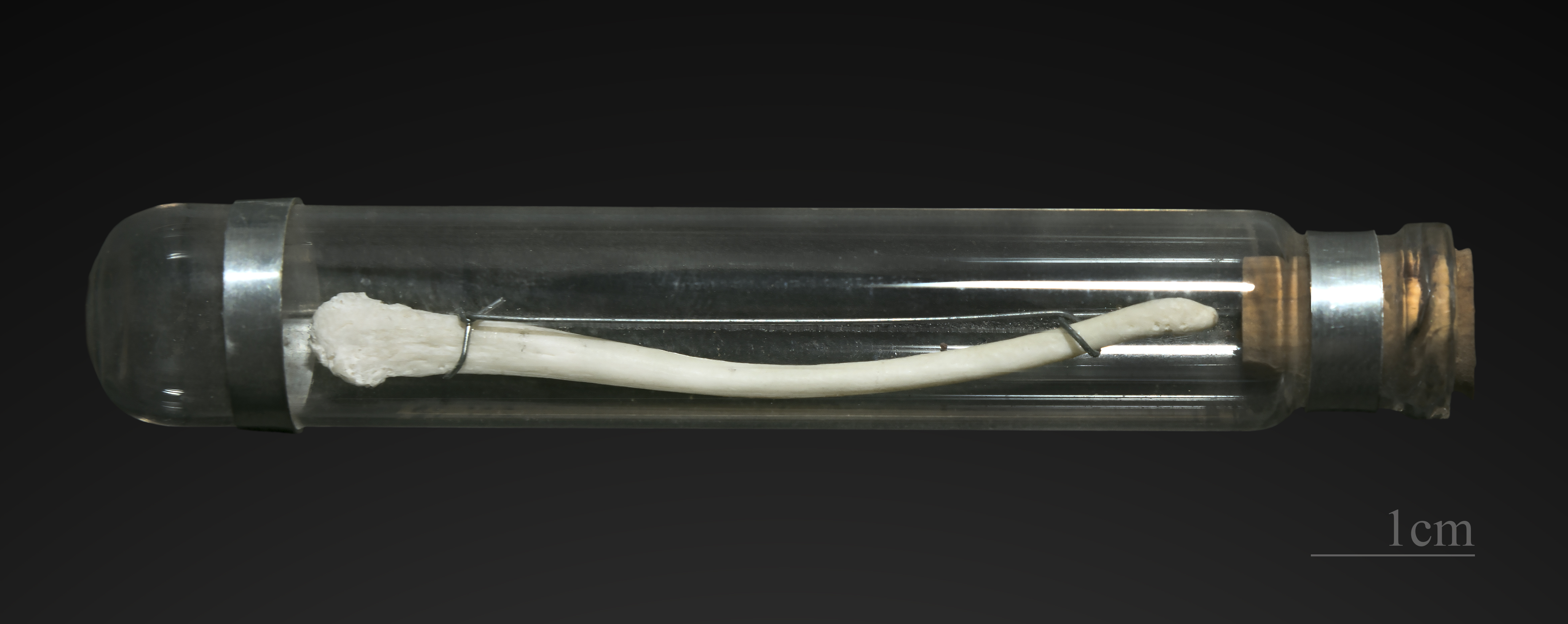
Primates : Macaque japonais (collection muséum de Toulouse)
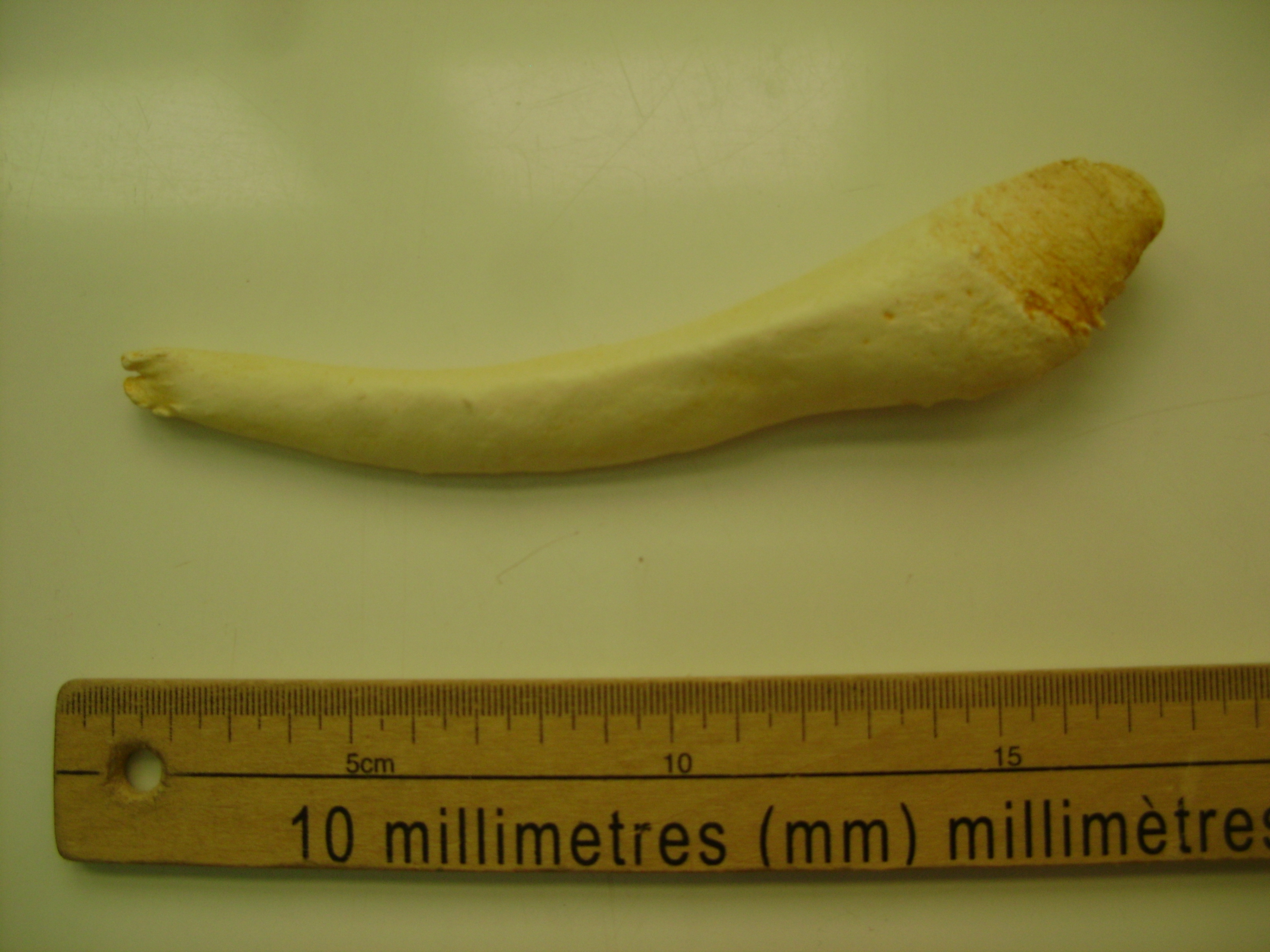
Carnivores : Phoque commun
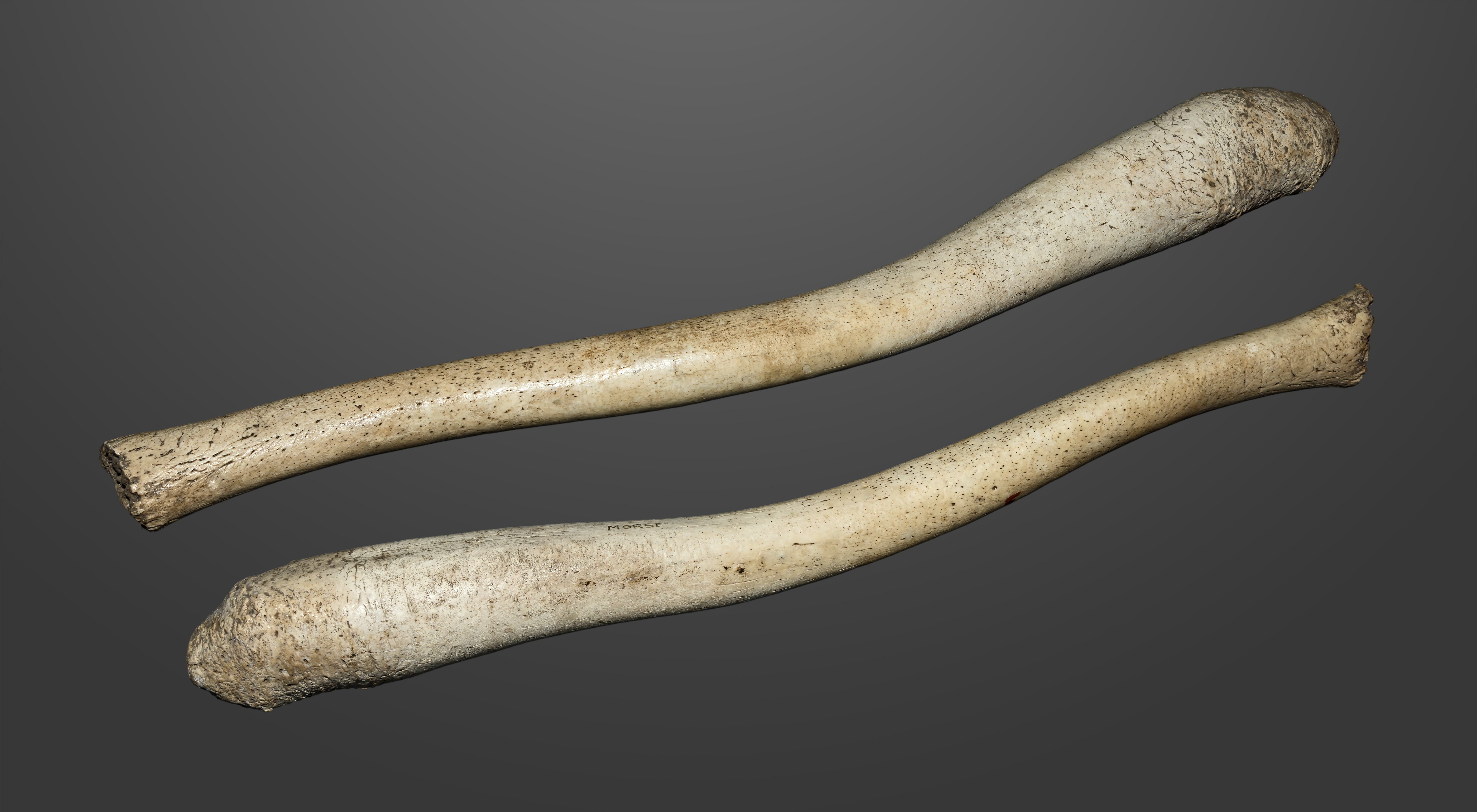
Le morse possède un baculum qui peut atteindre 60 cm  (collection muséum de Toulouse)
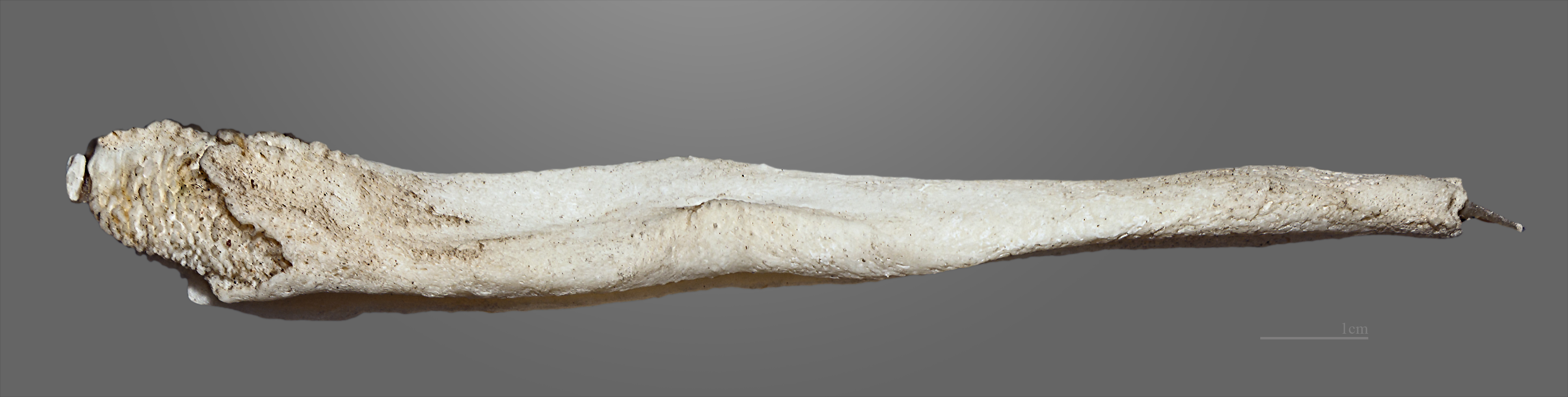
Terre-neuve  (collection MHNT)
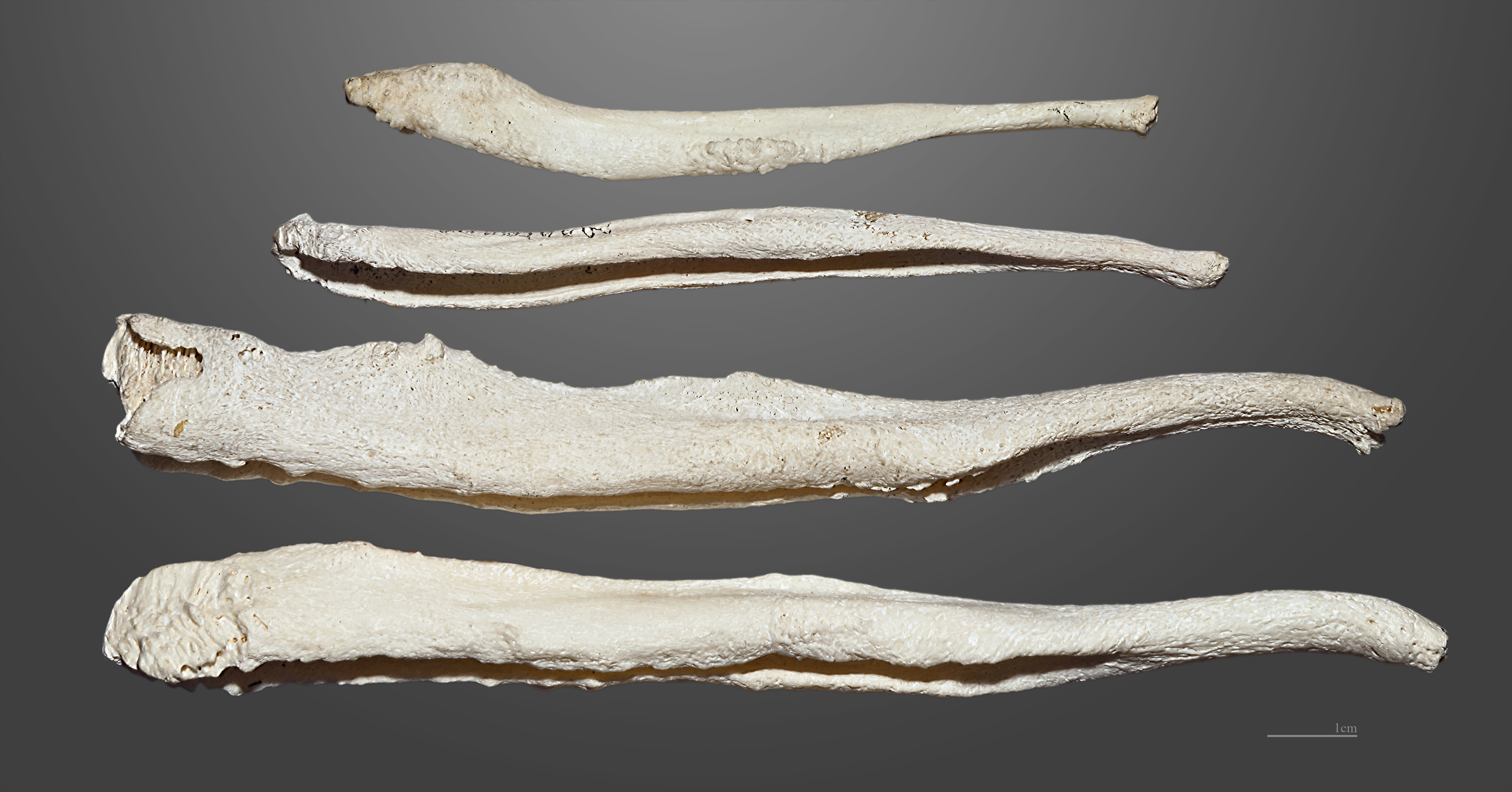
Chien des Pyrénées  (collection MHNT)
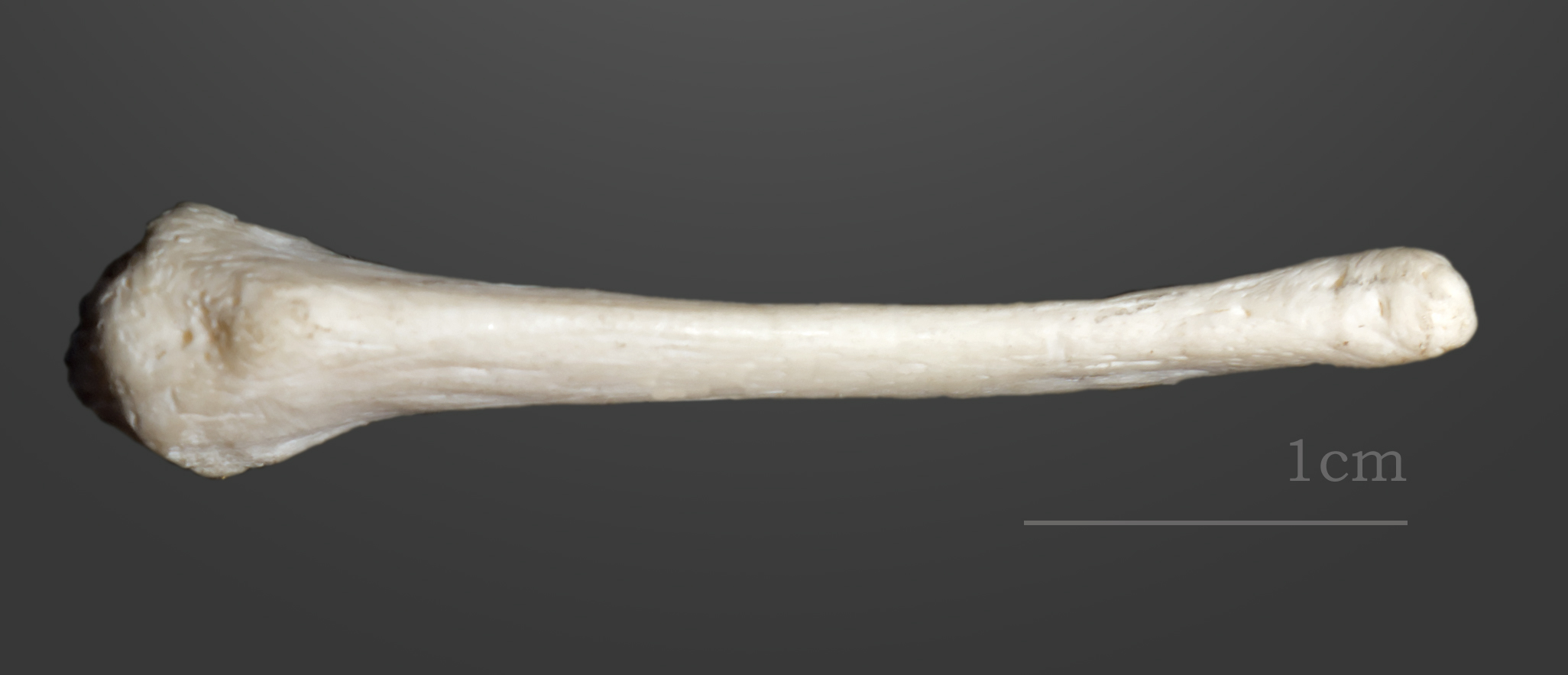
Castor d'Europe  (collection MHNT)
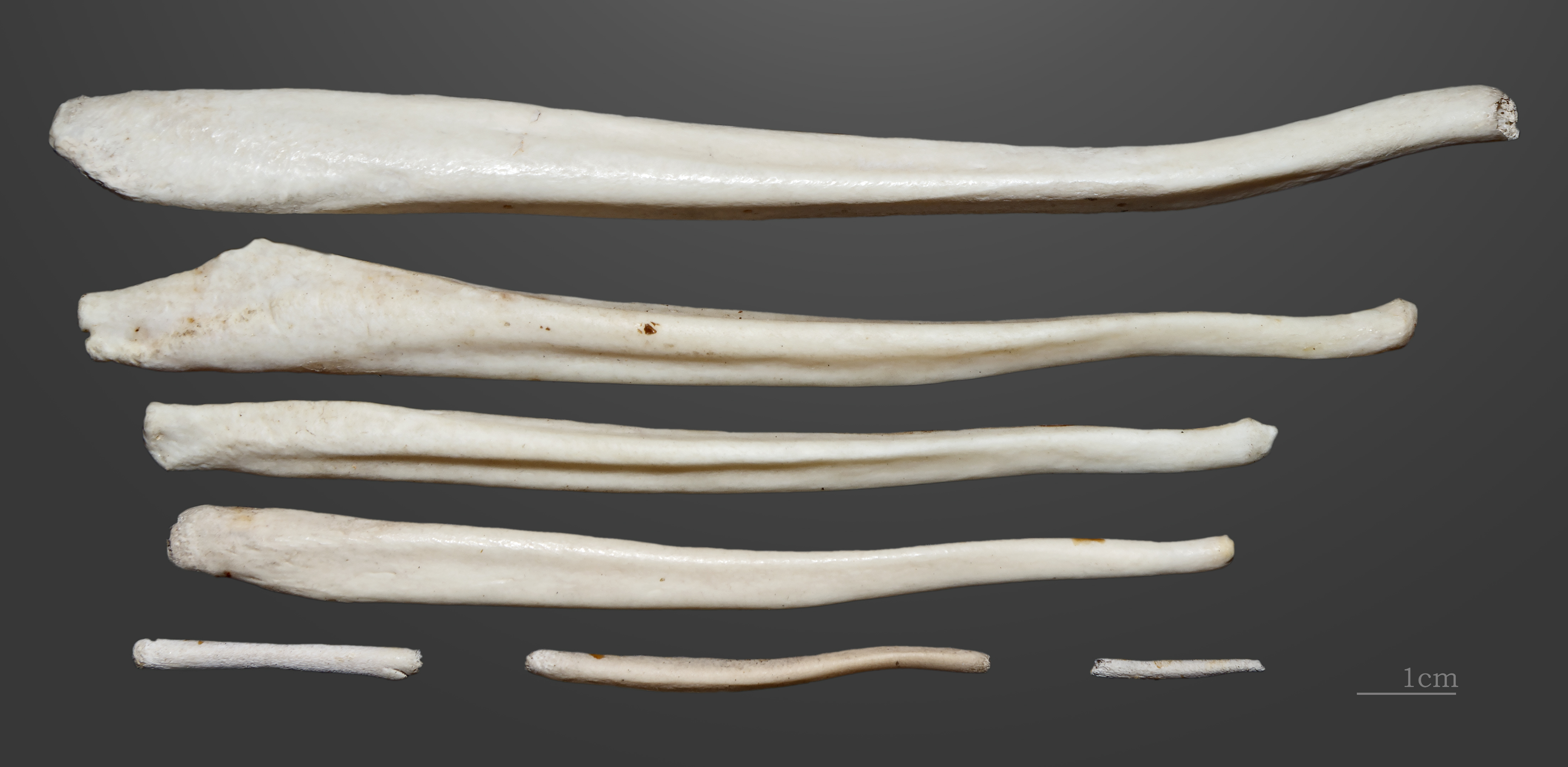
Ours brun  (collection MHNT)
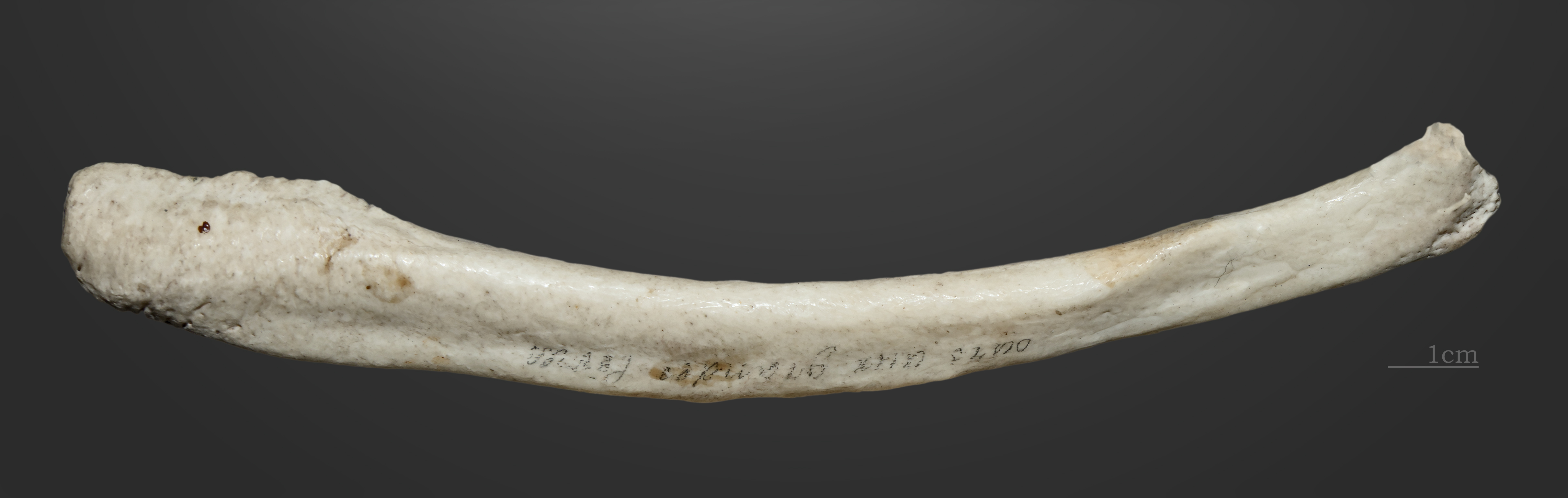
Ours lippu  (collection MHNT)

## Culture
Selon la mythologie biblique, dans le livre de la Génèse (Gn 2, 21), Dieu (YHWH) modela Eve, la première femme, à partir d'une côte d'Adam, le premier humain. Une théorie développée par Ziony Zevit, professeur de littérature biblique et des langues sémitiques, postule que la traduction communément admise serait erronée, et que ce récit aurait judicieusement permis d'expliquer l'absence du baculum chez l'Homme. Toutefois, ses conclusions sont contestées par une large partie de la communauté scientifique.